# Anthony Madigan
Antony Morgan "Tony" Madigan, född 4 februari 1930 i Sydney - död 29 oktober 2017, var en australisk boxare.
Madigan blev olympisk bronsmedaljör i lätt tungvikt i boxning vid sommarspelen 1960 i Rom. Dessutom tog han i samma viktklass tre medaljer i Brittiska imperie- och samväldesspelen. Ett silver 1954 samt guld 1958 och 1962.